# Fontaine-Française
Fontaine-Française è un comune francese di 967 abitanti situato nel dipartimento della Côte-d'Or nella regione della Borgogna-Franca Contea.

## Società

### Evoluzione demografica
Abitanti censiti